# A Billboard Hot 100 listavezetői 2016-ban

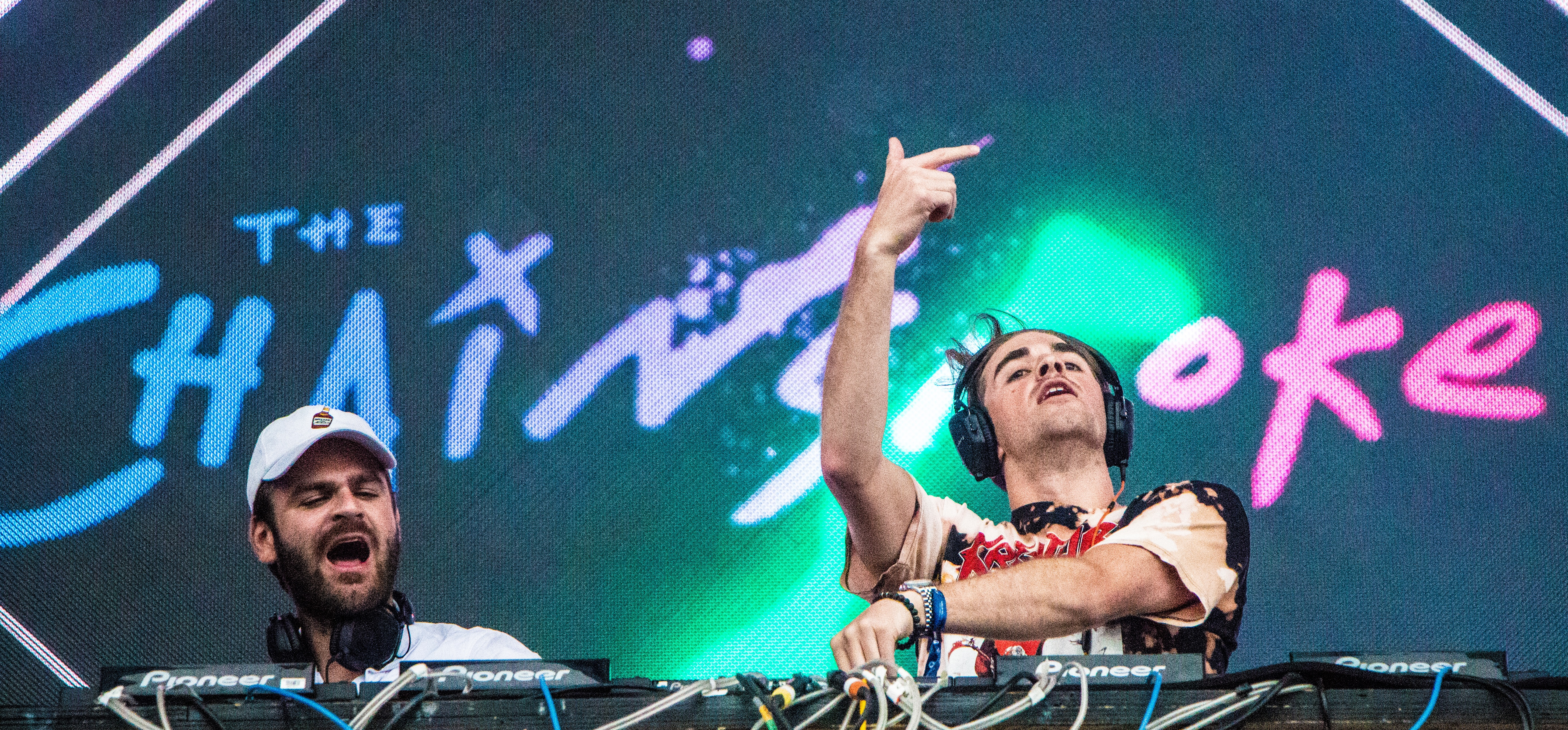
A The Chainsmokers (a képen) Closer című dala Halsey-vel együttműködve, tizenkét hetet töltött a Hot 100 élén, ezzel az év legtöbb hetét töltötte listavezető pozícióban.

A Billboard Hot 100 lista rangsorolja az Amerikában legjobban teljesítő kislemezeket. A streaming adatok, a digitális és fizikális eladások, illetve a rádiós teljesítmény alapján készült listát a Billboard magazin teszi közzé hetente.

## Lista

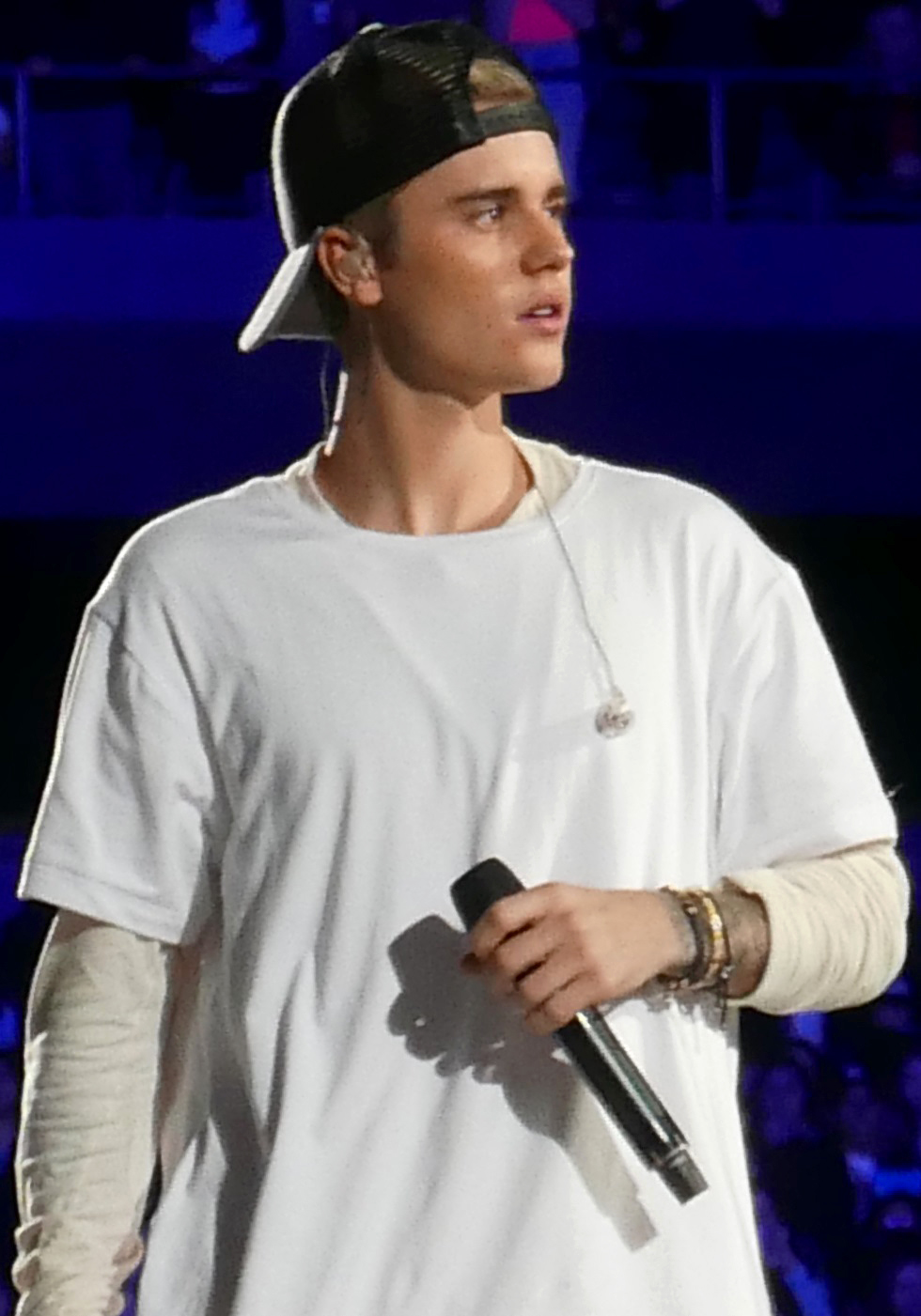
Justin Bieber (a képen) két első helyezést elérő kislemezt adott ki, ezek a Sorry és Love Yourself című dalok. Utóbbi az év végi összesített listán is első helyezett lett.

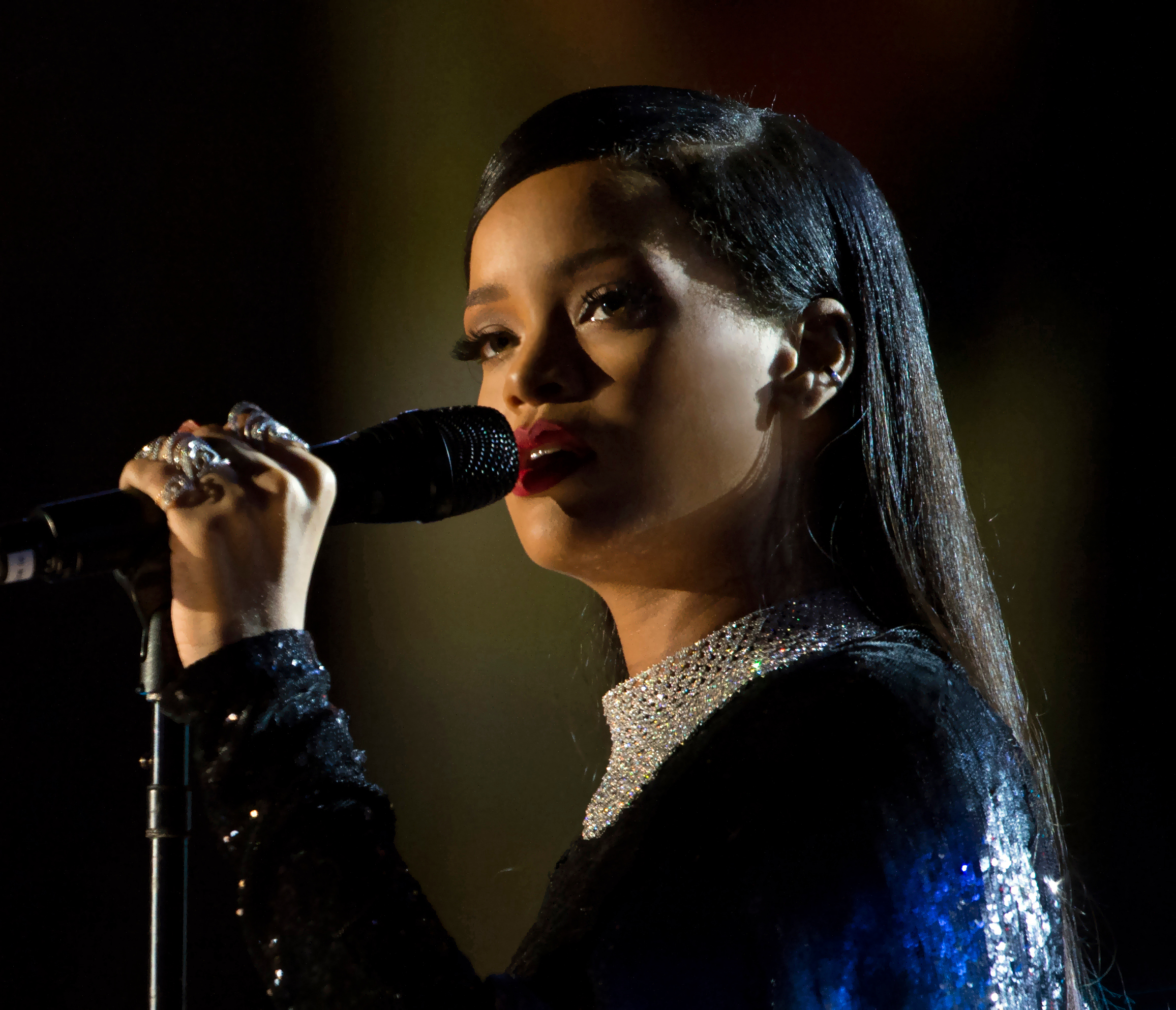
Work című dalával Rihanna (a képen) megszerezte tizennegyedik első helyét a listán, ezzel a negyedik legtöbb első helyezéssel rendelkező előadóvá vált.

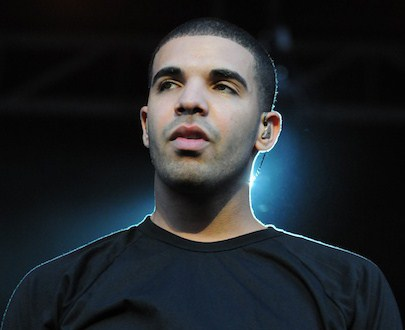
Drake (a képen) összesen tizenkilenc hetet töltött a lista élén: kilencet a Work című dallal, valamint tíz hetet szólóelőadóként első listavezető dalával, a One Dance-szel.

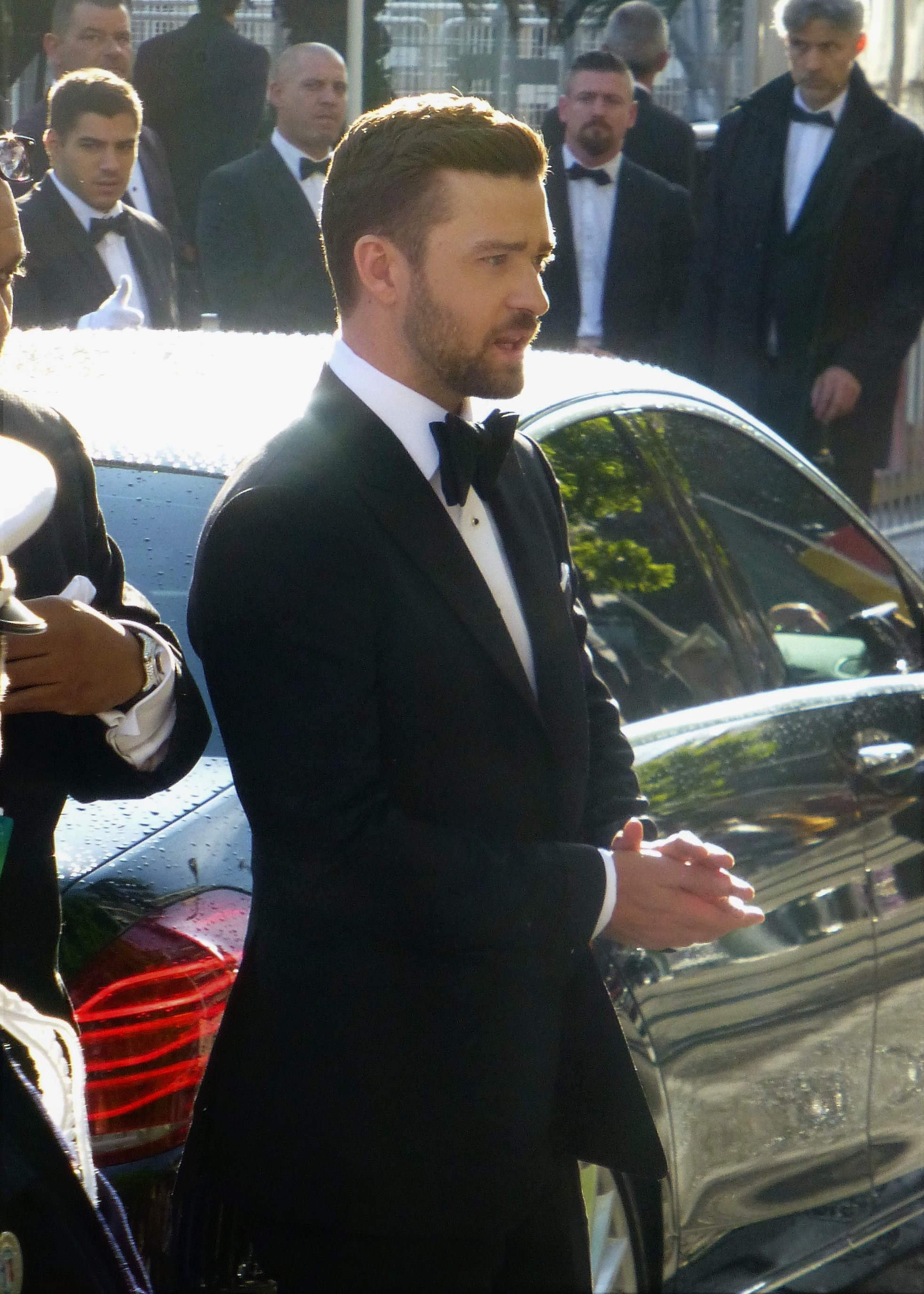
Justin Timberlake (a képen) az első helyen debütált Can’t Stop the Feeling! című dalával, ezzel megszerezve ötödik első helyezését a Hot 100-on.

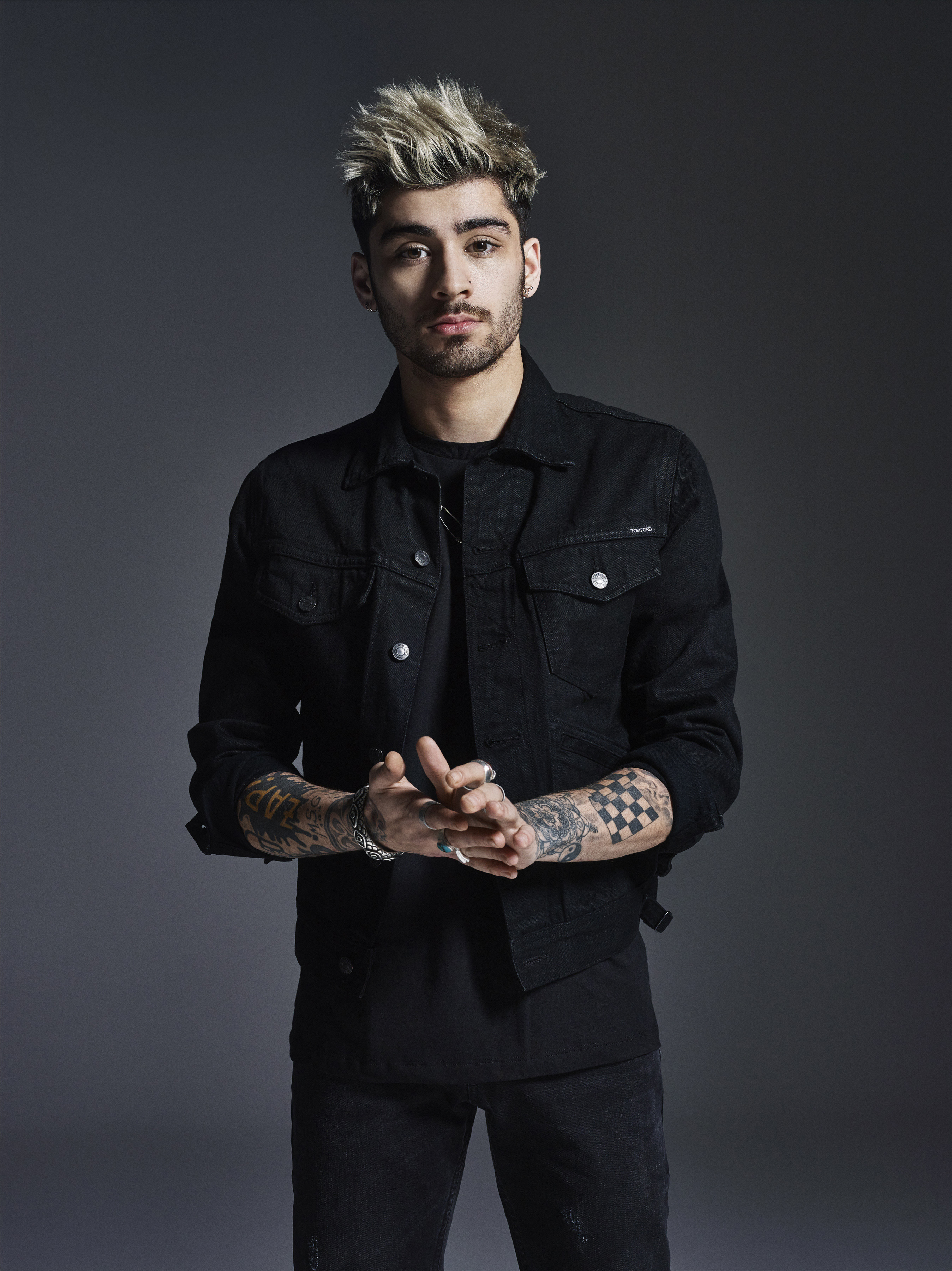
Zayn Pillowtalk című dala szintén a Hot 100 legtetején debütált.

| Best performing single of 2016 | A legjobban teljesítő kislemezt jelzi 2016-ban |

| Kiadás dátuma  | Dal                     | Előadó(k)                                 | Forr.  |
| -------------- | ----------------------- | ----------------------------------------- | ------ |
| Január 2.      | Hello                   | Adele                                     | [ 2 ]  |
| Január 9.      | Hello                   | Adele                                     | [ 3 ]  |
| Január 16.     | Hello                   | Adele                                     | [ 4 ]  |
| Január 23.     | Sorry                   | Justin Bieber                             | [ 5 ]  |
| Január 30.     | Sorry                   | Justin Bieber                             | [ 6 ]  |
| Február 6.     | Sorry                   | Justin Bieber                             | [ 7 ]  |
| Február 13.    | Love Yourself           | Justin Bieber                             | [ 8 ]  |
| Február 20.    | Pillowtalk              | Zayn                                      | [ 9 ]  |
| Február 27.    | Love Yourself           | Justin Bieber                             | [ 10 ] |
| Március 5.     | Work                    | Rihanna, Drake közreműködésével           | [ 11 ] |
| Március 12.    | Work                    | Rihanna, Drake közreműködésével           | [ 12 ] |
| Március 19.    | Work                    | Rihanna, Drake közreműködésével           | [ 13 ] |
| Március 26.    | Work                    | Rihanna, Drake közreműködésével           | [ 14 ] |
| Április 2.     | Work                    | Rihanna, Drake közreműködésével           | [ 15 ] |
| Április 9.     | Work                    | Rihanna, Drake közreműködésével           | [ 16 ] |
| Április 16.    | Work                    | Rihanna, Drake közreműködésével           | [ 17 ] |
| Április 23.    | Work                    | Rihanna, Drake közreműködésével           | [ 18 ] |
| Április 30.    | Work                    | Rihanna, Drake közreműködésével           | [ 19 ] |
| Május 7.       | Panda                   | Desiigner                                 | [ 20 ] |
| Május 14.      | Panda                   | Desiigner                                 | [ 21 ] |
| Május 21.      | One Dance               | Drake, Wizkid és Kyla közreműködésével    | [ 22 ] |
| Május 28.      | Can’t Stop the Feeling! | Justin Timberlake                         | [ 23 ] |
| Június 4.      | One Dance               | Drake, Wizkid és Kyla                     | [ 24 ] |
| Június 11.     | One Dance               | Drake, Wizkid és Kyla                     | [ 25 ] |
| Június 18.     | One Dance               | Drake, Wizkid és Kyla                     | [ 26 ] |
| Június 25.     | One Dance               | Drake, Wizkid és Kyla                     | [ 27 ] |
| Július 2.      | One Dance               | Drake, Wizkid és Kyla                     | [ 28 ] |
| Július 9.      | One Dance               | Drake, Wizkid és Kyla                     | [ 29 ] |
| Július 16.     | One Dance               | Drake, Wizkid és Kyla                     | [ 30 ] |
| Július 23.     | One Dance               | Drake, Wizkid és Kyla                     | [ 31 ] |
| Július 30.     | One Dance               | Drake, Wizkid és Kyla                     | [ 32 ] |
| Augusztus 6.   | Cheap Thrills           | Sia, Sean Paul közreműködésével           | [ 33 ] |
| Augusztus 13.  | Cheap Thrills           | Sia, Sean Paul közreműködésével           | [ 34 ] |
| Augusztus 20.  | Cheap Thrills           | Sia, Sean Paul közreműködésével           | [ 35 ] |
| Augusztus 27.  | Cheap Thrills           | Sia, Sean Paul közreműködésével           | [ 36 ] |
| Szeptember 3.  | Closer                  | The Chainsmokers, Halsey közreműködésével | [ 37 ] |
| Szeptember 10. | Closer                  | The Chainsmokers, Halsey közreműködésével | [ 38 ] |
| Szeptember 17. | Closer                  | The Chainsmokers, Halsey közreműködésével | [ 39 ] |
| Szeptember 24. | Closer                  | The Chainsmokers, Halsey közreműködésével | [ 40 ] |
| Október 1.     | Closer                  | The Chainsmokers, Halsey közreműködésével | [ 41 ] |
| Október 8.     | Closer                  | The Chainsmokers, Halsey közreműködésével | [ 42 ] |
| Október 15.    | Closer                  | The Chainsmokers, Halsey közreműködésével | [ 43 ] |
| Október 22.    | Closer                  | The Chainsmokers, Halsey közreműködésével | [ 44 ] |
| Október 29.    | Closer                  | The Chainsmokers, Halsey közreműködésével | [ 45 ] |
| November 5.    | Closer                  | The Chainsmokers, Halsey közreműködésével | [ 46 ] |
| November 12.   | Closer                  | The Chainsmokers, Halsey közreműködésével | [ 47 ] |
| November 19.   | Closer                  | The Chainsmokers, Halsey közreműködésével | [ 48 ] |
| November 26.   | Black Beatles           | Rae Sremmurd, Gucci Mane közreműködésével | [ 49 ] |
| December 3.    | Black Beatles           | Rae Sremmurd, Gucci Mane közreműködésével | [ 50 ] |
| December 10.   | Black Beatles           | Rae Sremmurd, Gucci Mane közreműködésével | [ 51 ] |
| December 17.   | Black Beatles           | Rae Sremmurd, Gucci Mane közreműködésével | [ 52 ] |
| December 24.   | Black Beatles           | Rae Sremmurd, Gucci Mane közreműködésével | [ 53 ] |
| December 31.   | Black Beatles           | Rae Sremmurd, Gucci Mane közreműködésével | [ 54 ] |